# 方根
在数学中，一數{\displaystyle b}為数{\displaystyle a}的{\displaystyle n}次方根，則{\displaystyle b^{n}=a}。在提及实数{\displaystyle a}的{\displaystyle n}次方根的时候，若指的是此数的主{\displaystyle n}次方根，則可以用根号（{\displaystyle {\sqrt {\color {white}t}}}）表示成{\displaystyle {\sqrt[{n}]{a}}}。例如：1024的主10次方根为2，就可以记作{\displaystyle {\sqrt[{10}]{1024}}=2}。當{\displaystyle n=2}時，則{\displaystyle n}可以省略。定义实数{\displaystyle a}的主{\displaystyle n}次方根为{\displaystyle a}的{\displaystyle n}次方根，且具有与{\displaystyle a}相同的正负号的唯一实数{\displaystyle b}。在{\displaystyle n}是偶数時，负数没有主{\displaystyle n}次方根。习惯上，将2次方根叫做平方根，将3次方根叫做立方根。
方根也是幂的分数指数，即數{\displaystyle b}為数{\displaystyle a}的{\displaystyle {\frac {1}{n}}}次方：
{\displaystyle b={\sqrt[{n}]{a}}=a^{\frac {1}{n}}}

## 符号史
最早的根号“√”源于字母「r」的变形（出自拉丁语latus的首字母，表示“边长”），没有线括号（即被开方数上的横线），后来数学家笛卡尔给其加上线括号，但与前面的方根符号是分开的，因此在复杂的式子显得很乱。直至18世纪中叶，数学家卢贝将前面的方根符号与线括号一笔写成，并将根指数写在根号的左上角，以表示高次方根（当根指数为2时，省略不写。）。形成了现在所熟悉的开方运算符号{\displaystyle {\sqrt {\color {white}x}}}。
考慮在计算机中的输入问题，有时也可以使用sqrt(a,b)来表示a的b次方根。

## 基本运算
带有根号的运算可由如下公式推導而得:
{\displaystyle {\sqrt[{n}]{ab}}={\sqrt[{n}]{a}}{\sqrt[{n}]{b}}\qquad a\geq 0,b\geq 0}
{\displaystyle {\sqrt[{n}]{\frac {a}{b}}}={\frac {\sqrt[{n}]{a}}{\sqrt[{n}]{b}}}\qquad a\geq 0,b>0}
{\displaystyle {\sqrt[{n}]{a^{m}}}=\left({\sqrt[{n}]{a}}\right)^{m}=\left(a^{\frac {1}{n}}\right)^{m}=a^{\frac {m}{n}},}
这裡的a和b是正数。 
对于所有的非零复数{\displaystyle a}，有{\displaystyle n}个不同的复数{\displaystyle b}使得{\displaystyle b^{n}=a}，所以符号{\displaystyle {\sqrt[{n}]{a}}}就會出現歧义（通常這樣寫是取{\displaystyle n}個值當中主幅角最小的）。{\displaystyle n}次单位根是特别重要的。
当一个数从根号形式变换到幂形式，幂的规则仍适用（即使对分数幂），也就是
{\displaystyle a^{m}a^{n}=a^{m+n}}
{\displaystyle \left({\frac {a}{b}}\right)^{m}={\frac {a^{m}}{b^{m}}}}
{\displaystyle \left(a^{m}\right)^{n}=a^{mn}}
例如:
{\displaystyle {\sqrt[{3}]{a^{5}}}{\sqrt[{5}]{a^{4}}}=a^{\frac {5}{3}}a^{\frac {4}{5}}=a^{{\frac {5}{3}}+{\frac {4}{5}}}=a^{\frac {37}{15}}}
若要做加法或减法，需考慮下列的概念。
{\displaystyle {\sqrt[{3}]{a^{5}}}={\sqrt[{3}]{aaaaa}}={\sqrt[{3}]{a^{3}a^{2}}}=a{\sqrt[{3}]{a^{2}}}}
若已可以简化根式表示式，则加法和减法就只是群的“同类项”问题。
例如
{\displaystyle {\sqrt[{3}]{a^{5}}}+{\sqrt[{3}]{a^{8}}}}
{\displaystyle ={\sqrt[{3}]{a^{3}a^{2}}}+{\sqrt[{3}]{a^{6}a^{2}}}}
{\displaystyle =a{\sqrt[{3}]{a^{2}}}+a^{2}{\sqrt[{3}]{a^{2}}}}
{\displaystyle =({a+a^{2}}){\sqrt[{3}]{a^{2}}}}

## 不尽根数
未經化簡的根數，一般叫做“不尽根数”（surd），可以处理为更简单的形式。
如下恒等式是處理不尽根数的基本技巧:
- {\displaystyle {\sqrt {a^{2}b}}=abs(a){\sqrt {b}}}

- {\displaystyle {\sqrt[{n}]{a^{m}b}}=a^{\frac {m}{n}}{\sqrt[{n}]{b}}}

- {\displaystyle {\sqrt {a}}{\sqrt {b}}={\sqrt {ab}}}

- {\displaystyle \left({\sqrt {a}}+{\sqrt {b}}\right)^{-1}={\frac {1}{({\sqrt {a}}+{\sqrt {b}})}}={\frac {{\sqrt {a}}-{\sqrt {b}}}{({\sqrt {a}}+{\sqrt {b}})({\sqrt {a}}-{\sqrt {b}})}}={\frac {{\sqrt {a}}-{\sqrt {b}}}{a-b}}}

## 无穷级数
方根可以表示为无穷级数:
{\displaystyle {\begin{aligned}&(1+x)^{\frac {s}{t}}=\sum _{n=0}^{\infty }{\frac {\displaystyle \prod _{k=0}^{n}(s+t-kt)}{(s+t)n!t^{n}}}x^{n}\\&(|x|<1)\end{aligned}}}

## 找到所有的方根
任何数的所有的根，实数或复数的，可以通过简单的算法找到。这个数应当首先被写为如下形式{\displaystyle ae^{i\varphi }}(参见欧拉公式)。接着所有的n次方根给出为:
{\displaystyle e^{({\frac {\varphi +2k\pi }{n}})i}\times {\sqrt[{n}]{a}}}
对于{\displaystyle k=0,1,2,\ldots ,n-1}，这裡的{\displaystyle {\sqrt[{n}]{a}}}表示{\displaystyle a}的主{\displaystyle n}次方根。

### 正实数
所有{\displaystyle x^{n}=a}或{\displaystyle a}的{\displaystyle n}次方根，这裡的{\displaystyle a}是正实数，的复数解由如下简单等式给出:
{\displaystyle e^{2\pi i{\frac {k}{n}}}\times {\sqrt[{n}]{a}}}
对于{\displaystyle k=0,1,2,\ldots ,n-1}，这裡的{\displaystyle {\sqrt[{n}]{a}}}表示{\displaystyle a}的主{\displaystyle n}次方根。

## 解多项式
曾经有數學猜想，認為多项式的所有根可以用根号和四則运算来表达；但是阿贝尔-鲁菲尼定理断言了这不是普遍为真的。例如，方程
{\displaystyle \ x^{5}=x+1}
的解不能用根号表达。
要解任何n次方程，参见求根算法。

## 算法
對於正數{\displaystyle A}，可以通過以下算法求得{\displaystyle {\sqrt[{n}]{A}}}的值：
1. 猜一個{\displaystyle {\sqrt[{n}]{A}}}的近似值，將其作為初始值{\displaystyle x_{0}}
2. 設 {\displaystyle x_{k+1}={\frac {1}{n}}\left[{(n-1)x_{k}+{\frac {A}{x_{k}^{n-1}}}}\right]}。記誤差為{\displaystyle \Delta x_{k}={\frac {1}{n}}\left[{\frac {A}{x_{k}^{n-1}}}-x_{k}\right]}，即{\displaystyle x_{k+1}=x_{k}+\Delta x_{k}}。
3. 重複步驟2，直至絕對誤差足夠小，即：{\displaystyle |\Delta x_{k}|<\epsilon }。

### 從牛頓法導出
求{\displaystyle {\sqrt[{n}]{A}}}之值，亦即求方程{\displaystyle x^{n}-A=0}的根。
設{\displaystyle f(x)=x^{n}-A}，其導函數即{\displaystyle f'(x)=nx^{n-1}}。
以牛頓法作迭代，便得
{\displaystyle x_{k+1}=x_{k}-{\frac {f(x_{k})}{f'(x_{k})}}}
{\displaystyle =x_{k}-{\frac {x_{k}^{n}-A}{nx_{k}^{n-1}}}}
{\displaystyle =x_{k}-{\frac {x_{k}}{n}}+{\frac {A}{nx_{k}^{n-1}}}}
{\displaystyle ={\frac {1}{n}}\left[{(n-1)x_{k}+{\frac {A}{x_{k}^{n-1}}}}\right]}

### 從牛頓二項式定理導出
設{\displaystyle x_{k}}為迭代值，{\displaystyle y}為誤差值。
令{\displaystyle A=(x_{k}-y)^{n}}（*），作牛頓二項式展開，取首兩項：{\displaystyle A\approx x_{k}^{n}-nx_{k}^{n-1}y}
調項得{\displaystyle y\approx {\frac {x_{k}^{n}-A}{nx_{k}^{n-1}}}={\frac {1}{n}}\left(x_{k}-{\frac {A}{x_{k}^{n-1}}}\right)}
將以上結果代回（*），得遞歸公式{\displaystyle x_{k+1}=x_{k}-y={\frac {1}{n}}\left[{(n-1)x_{k}+{\frac {A}{x_{k}^{n-1}}}}\right]}